# ماثيو ميد
ماثيو ميد هو سياسي أمريكي، ولد في 20 أغسطس 1736 في نوروولك في الولايات المتحدة، وتوفي في 26 فبراير 1816 في ويلتون ‏ في الولايات المتحدة. انتخب عضو مجلس نواب كونيتيكت ‏.